# Jordan Pickford
Jordan Lee Pickford (ur. 7 marca 1994 w Washington) – angielski piłkarz występujący na pozycji bramkarza w angielskim klubie Everton oraz w reprezentacji Anglii. Srebrny medalista Mistrzostw Europy 2020 i 2024. Półfinalista Mistrzostw Świata 2018. Uczestnik Mistrzostw Świata 2022.
Pickford grał wcześniej w akademii, rezerwie i dorosłej drużynie Sunderlandu, a także był wypożyczany do Darlington, Alfreton Town, Burton Albion, Carlisle United, Bradford City i Preston North End.
W czerwcu 2017 roku podpisał kontrakt z Evertonem, a kwota transferu wyniosła 28 mln funtów.
Pickford reprezentował Anglię na poziomie wiekowym U-16, U-17, U-18, U-19, U-20 oraz U-21. W październiku 2016 otrzymał powołanie do dorosłej kadry na mecz eliminacyjny do Mistrzostw Świata 2018, przeciwko Słowenii.

## Życie prywatne
Urodził się w miejscowości Washington (Tyne and Wear) i uczęszczał do gimnazjum St Robert of Newmister. Jego brat Richard Logan także był piłkarzem, grającym w Darlington.

## Kariera klubowa
W wieku ośmiu lat Pickford dołączył do akademii Sunderlandu i przeszedł przez wszystkie szczeble młodzieżowe, zanim w 2010 podpisał dwuletni stypendialny kontrakt. W następnym roku awansował z akademii do zespołu rezerw. W 2011 roku podpisał swój pierwszy profesjonalny kontrakt z klubem.

### Wypożyczenie do Darlington i Alfreton Town
Pickford podpisał umowę wypożyczenia z Darlington, a zadebiutował przeciwko Fleetwood Town 21 stycznia 2012, rozgrywając cały mecz przegrany 0:1. Początkowe miesięczne wypożyczenie zostało przedłużone do końca kwietnia. Pickford wystąpił w siedemnastu spotkaniach dla Darlington.
W dniu 25 lutego 2013 Pickford podpisał kontrakt z Alfreton Town. Następnego dnia zadebiutował w meczu z Hyde United, odnosząc zwycięstwo 5:1. Wypożyczenie zostało następnie przedłużone do końca sezonu. W tym okresie Pickford zachował pięć czystych kont w dwunastu meczach.
Przed wypożyczeniem, do Burton, Pickford spędził jedenaście meczów jako zmiennik dla Vito Mannone w okresie od 23 listopada 2013 do 18 stycznia 2014 roku.

### Wypożyczenie do Burton i Carlisle United
W dniu 2 sierpnia 2013 Pickford podpisał kolejną umowę wypożyczenia, tym razem do Burton Albion i zadebiutował następnego dnia z Cheltenham Town. Choć jego wypożyczenie skończyło się w dniu 17 sierpnia, we wrześniu ponownie udał się na wypożyczenie do zespołu Burton. Mała liczba spotkań w drużynie doprowadziła do przedłużenia jego umowy o kolejny miesiąc. Po rozegraniu dwunastu występów podczas dwóch wypożyczeń, Pickford został ponownie wypożyczony przez Sunderland.
Dołączył do Carlisle United w ramach wypożyczenia jednomiesięcznego w dniu 8 lutego 2014. Zadebiutował tego samego dnia w przegranym 1:2 meczu z  Gillingham. Jego dobra forma doprowadziła klub do zatrzymania go na wypożyczeniu przez resztę sezonu. W Carlisle rozegrał osiemnaście spotkań.
Pod koniec sezonu 2013/2014 Pickford podpisał czteroletni kontrakt z Sunderlandem, obowiązujący do 2018

### Wypożyczenie od Bradford

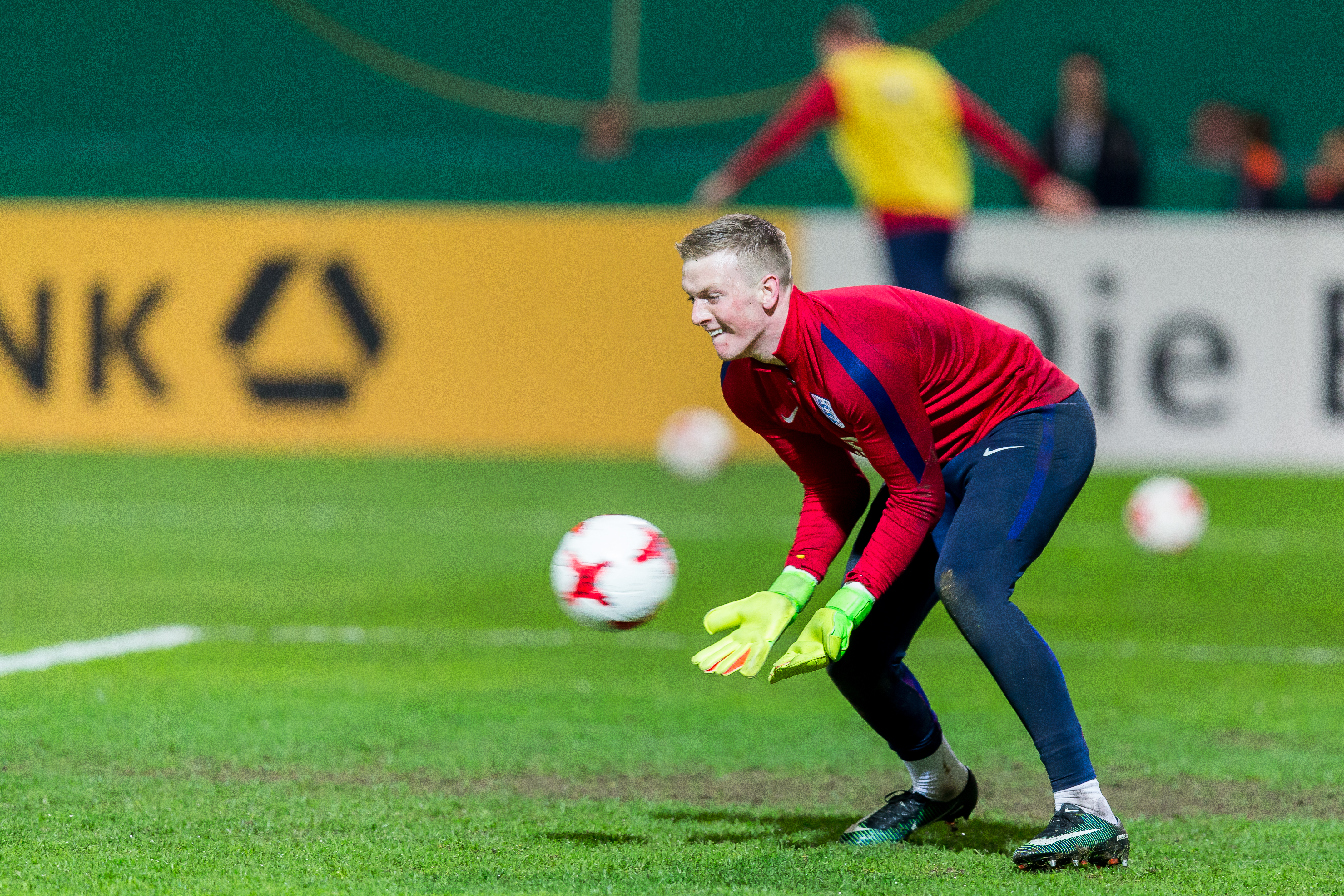
Pickford podczas treningu reprezentacji Anglii w 2013 roku

W dniu 21 lipca 2014 roku Pickford dołączył do klubu League One Bradford City w ramach wypożyczenia na cały sezon. Zadebiutował 9 sierpnia w meczu z Coventry City w dolinie Parade,  a zachował swoje pierwsze czyste konto w następnym meczu z Walsall. Otrzymał pierwszą czerwoną kartkę w karierze po tym, jak został wyrzucony w 11. minucie spotkania przeciwko Rochdale w dniu 10 stycznia 2015 roku. 7 lutego został ponownie wykluczony z gry w meczu z Port Vale. Po otrzymaniu dwu-meczowego zawieszenia, klub z powodzeniem złożył apelację i odwołał się do tej decyzji. Pickford stał się bramkarzem pierwszej drużyny przez większość sezonu, dopóki nie powrócił do Sunderlandu w dniu 9 marca 2015 roku.

### Wypożyczenie do Preston North End
31 lipca 2015 Pickford dołączył do klubu Preston North End. W swoim debiucie zachował czyste konto w meczu 0-0 z Middlesbrough na stadionie Deepdale. Dalsze mecze bez straty bramki w meczu 1-0 z Milton Keynes Dons w jego drugim meczu ligowym i remisie 0:0 z Rotherhamem United w dniu 18 sierpnia sprawiły, że zachował trzy czyste kontra w swoich pierwszych trzech meczach ligowych dla klubu. 25 sierpnia Pickford zachował kolejne czyste konto, gdy Preston pokonał drużynę Premier League Watford 1:0 w Pucharze Ligi. 7 listopada Pickford zanotował szóste czyste konto w meczu 0:0 przeciwko QPR. Podczas gry w Preston zadziwił swojego kolegę z drużyny bramkarza Chrisa Kirklanda, który powiedział:
"Jordan znakomicie gra na przedpolu i ma niezwykłe umiejętności przywódcze jak na kogoś bardzo młodego ... Co do jego wznawiania gry, jest genialny ! Nigdy nie widziałem nikogo, kto kopnął piłkę tak, jak on. ".
20 grudnia 2015 został kontrowersyjnie ukarany czerwoną kartką w meczu z Leeds United. Bramkarz wybiegł ze swojego pola karnego, aby uprzedzić napastnika Chrisa Wooda i zdaniem sędziego nie trafił w piłkę, lecz w klatkę piersiową zawodnika. Preston złożyło odwołanie, które zostało przyjęte, po obejrzeniu powtórek wideo.

### Powrót do Sunderlandu
31 grudnia 2015 Pickford został odwołany z wypożyczenia przez Sunderland. Zadebiutował w pierwszym zespole w dniu 9 stycznia 2016 roku, w przegranym 1:3 meczu w Pucharze Anglii z Arsenalem. Zagrał także w Premier League z Tottenhamem Hotspur na White Hart Lane w dniu 16 stycznia 2016 w przegranym spotkaniu 1:4. 26 stycznia, Pickford podpisał nową umowę, obowiązującą do 2020 roku.
Pickford rozpoczął sezon 2016/2017 jako rezerwowy, jednak po tym jak Mannone odniósł poważne obrażenia w rękach na treningu, wystąpił w  drugim meczu Sunderlandu w tym sezonie przeciwko Southampton. Podczas meczu obronił kilka trudnych strzałów, ale w 85. minucie popełnił błąd, który pozwolił Jayowi Rodriguezowi na wyrównanie stanu spotkania.
13 kwietnia 2017 Pickford został uznany za jednego z sześciu graczy, którzy zostali nominowany do nagrody Młodzieżowego Piłkarza PFA.

### Everton
15 czerwca 2017 Pickford podpisał pięcioletni kontrakt z Evertonem.

## Kariera reprezentacyjna

### Dorosła drużyna
Pickford został powołany do dorosłej drużyny Anglii na mecze eliminacyjne do Mistrzostw Świata 2018 przeciwko Malcie i Słowacji. 10 listopada 2017 roku zadebiutował w zremisowanym spotkaniu 0:0 z Niemcami na stadionie Wembley. Znalazł się w 23-osobowej kadrze na Mundialu w Rosji. Zagrał w pierwszym meczu grupowym przeciwko Tunezji, zakończonym zwycięstwem Anglików 2:1. Wystąpił także w dwóch pozostałych spotkaniach z Panamą (6:1) i Belgią (0:1). 3 lipca w meczu 1/8 finału przeciwko Kolumbii w serii rzutów karnych obronił strzał Carlosa Bakki, dając tym samym awans do ćwierćfinału, w którym Synowie Albionu pokonali Szwedów 2:0, a Pickford zaliczył kilka kluczowych interwencji. Tym samym był to pierwszy od 1990 roku awans Anglików do półfinału, lecz w dalszej rundzie po dogrywce ulegli Chorwacji 1:2. Ostatecznie mecz o trzecie miejsce pewnie wygrała Belgia, i po raz pierwszy w historii zdobyła brązowy medal. Bramkarz wystąpił we wszystkich siedmiu meczach, gdzie tylko raz udało mu się nie wpuścić bramki.

## Sukcesy

### Z reprezentacją młodzieżową Anglii
- Turniej w Tulonie: 2016

### Wyróżnienia
- Gracz sezonu w Evertonie: 2017/2018
- Młody gracz sezonu w Evertonie: 2017/2018
- Gracz sezonu według kibiców w Evertonie: 2017/2018